# Osel (důl)
Osel byl nejvydatnější (spolu s dolem Čapčoch) a zároveň nejhlubší důl v Kutné Hoře. Důl Osel byl součástí Oselského důlního pásma jižního úseku rudního revíru v Kutné Hoře. Toto pásmo se rozkládá mezi kostelem Svaté Trojice, chrámem svaté Barbory a Pirknerovým náměstím. Podle legendy nese Osel svůj název po horníkovi, který v jeho místě objevil stříbrnou rudu. Podle archivních materiálů byl důl založen v roce 1363 a fungoval až do 1541, kdy byl zatopen a nepodařilo se vodu již odčerpat. Největších zisků se pak v dole dosáhlo v roce 1505, kdy vydal na 92 kilogramů stříbra. V těch dobách se často povídalo: „Dokud Osel bude řváti, bude Hora pevně státi.“ – nakonec však „Osel zcela utonul“. Od té doby roční produkce z dolu klesala až do jeho zatopení. Současná poloha dolu není známa, ale předpokládá se že se nachází pod chrámem svaté Barbory. Z jeho výtěžku byla také stavba chrámu financována. Podle různých měření dosahoval Osel 616 až 662 metrů úklonné hloubky (šla po žíle) a tak se stal nejhlubším dolem své doby na světě (na přelomu 15. a 16. století).